# قائمة الجامعات في السويد
هناك عدد من الجامعات المختلفة والكليات في السويد، وأقدم وأكبر الجامعات هي أوبسالا، لوند، غوتنبرغ وستوكهولم. فقط عدد قليل من البلدان، مثل كندا، والولايات المتحدة واليابان لديها مستويات أعلى من التعليم العالي الدرجة العليمة. جنبا إلى جنب مع العديد من البلدان الأوروبية الأخرى، كما أن الحكومة تدعم التعليم للطلاب الأجانب للحصول على شهادة في المؤسسات السويدية، وإن كان هناك حديث عن تغيير ذلك.